# Solterre
Solterre é uma comuna francesa na região administrativa do Centro, no departamento Loiret. Estende-se por uma área de 9,71 km². Em 2010 a comuna tinha 480 habitantes (densidade: 49,4 hab./km²).